# Kia Spectra
Kia Spectra – samochód osobowy klasy kompaktowej produkowany pod południowokoreańską marką Kia w latach 2000 – 2008. 

## Pierwsza generacja

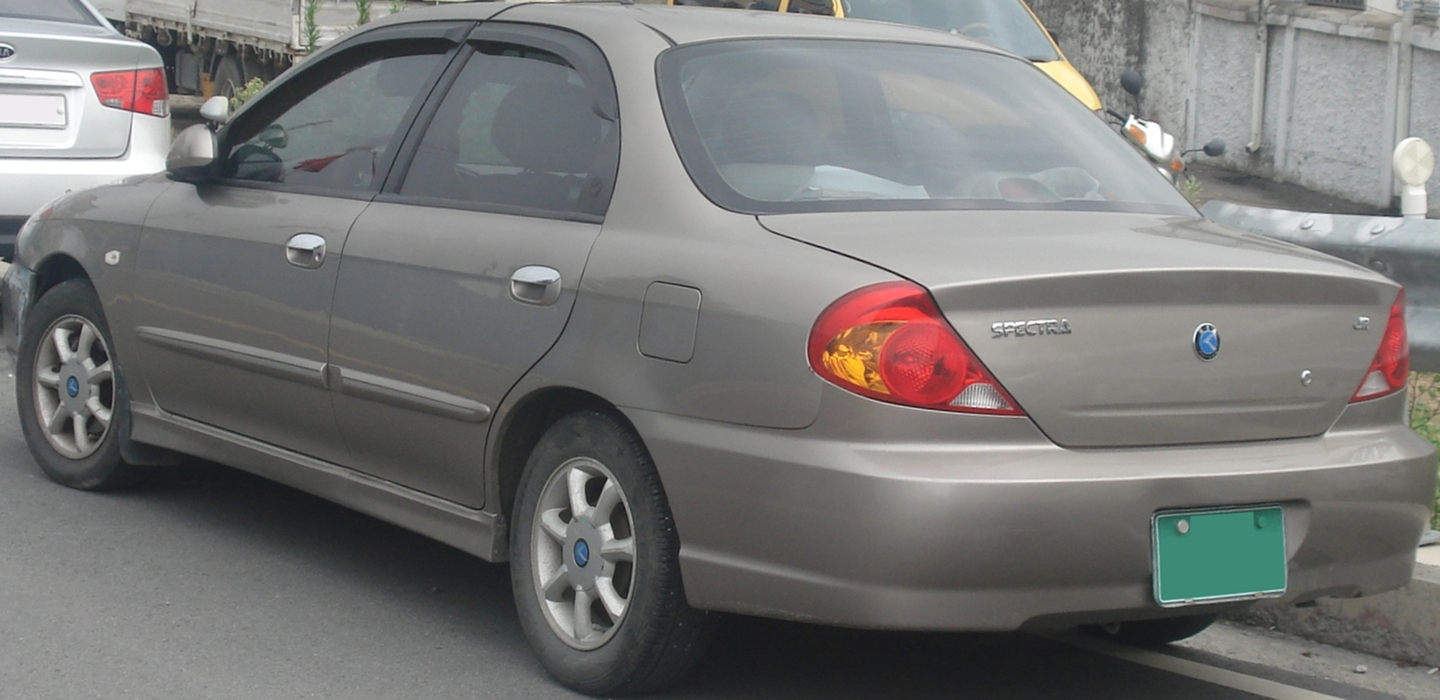
Kia Spectra I - tył

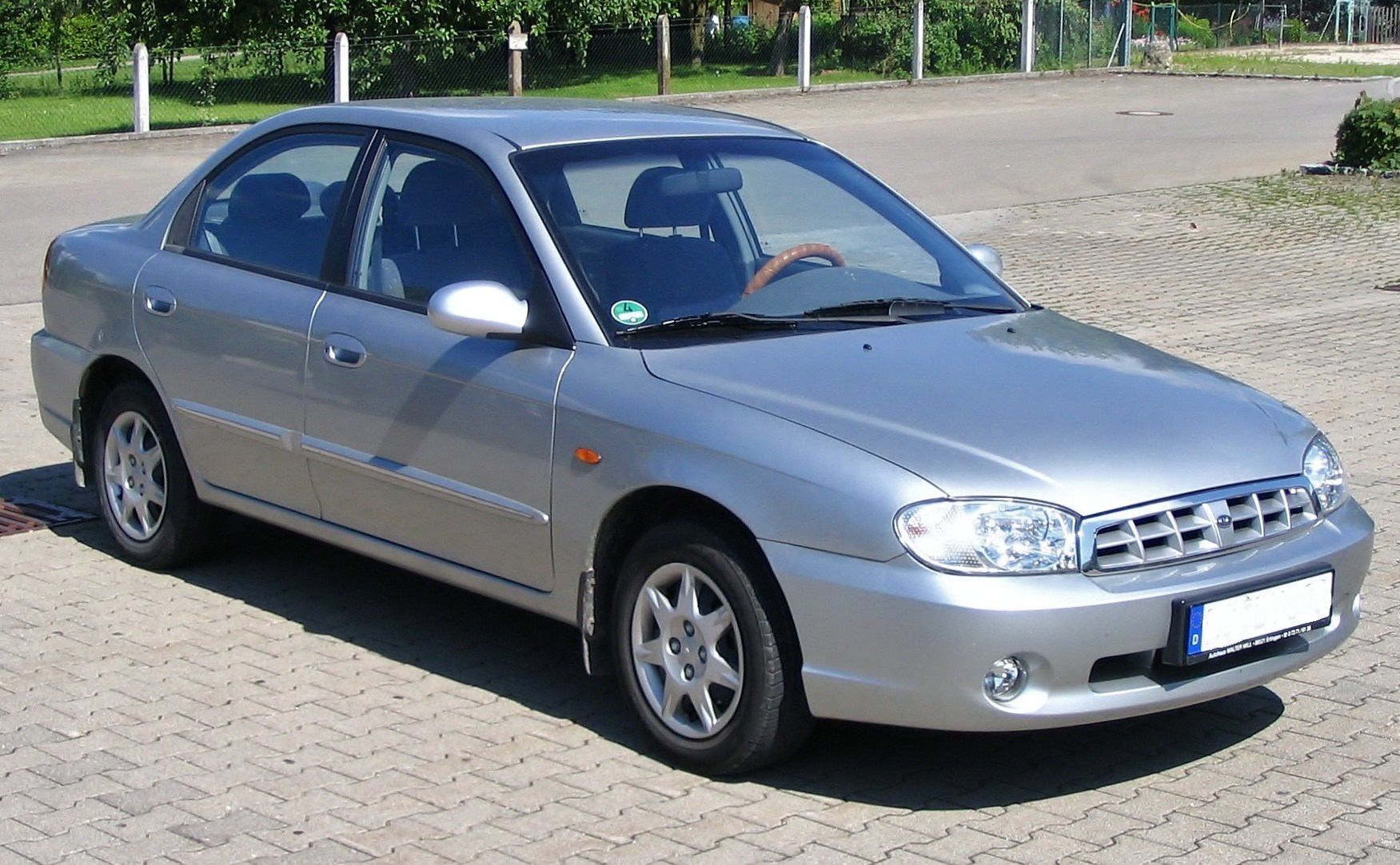
europejska Kia Shuma Sedan

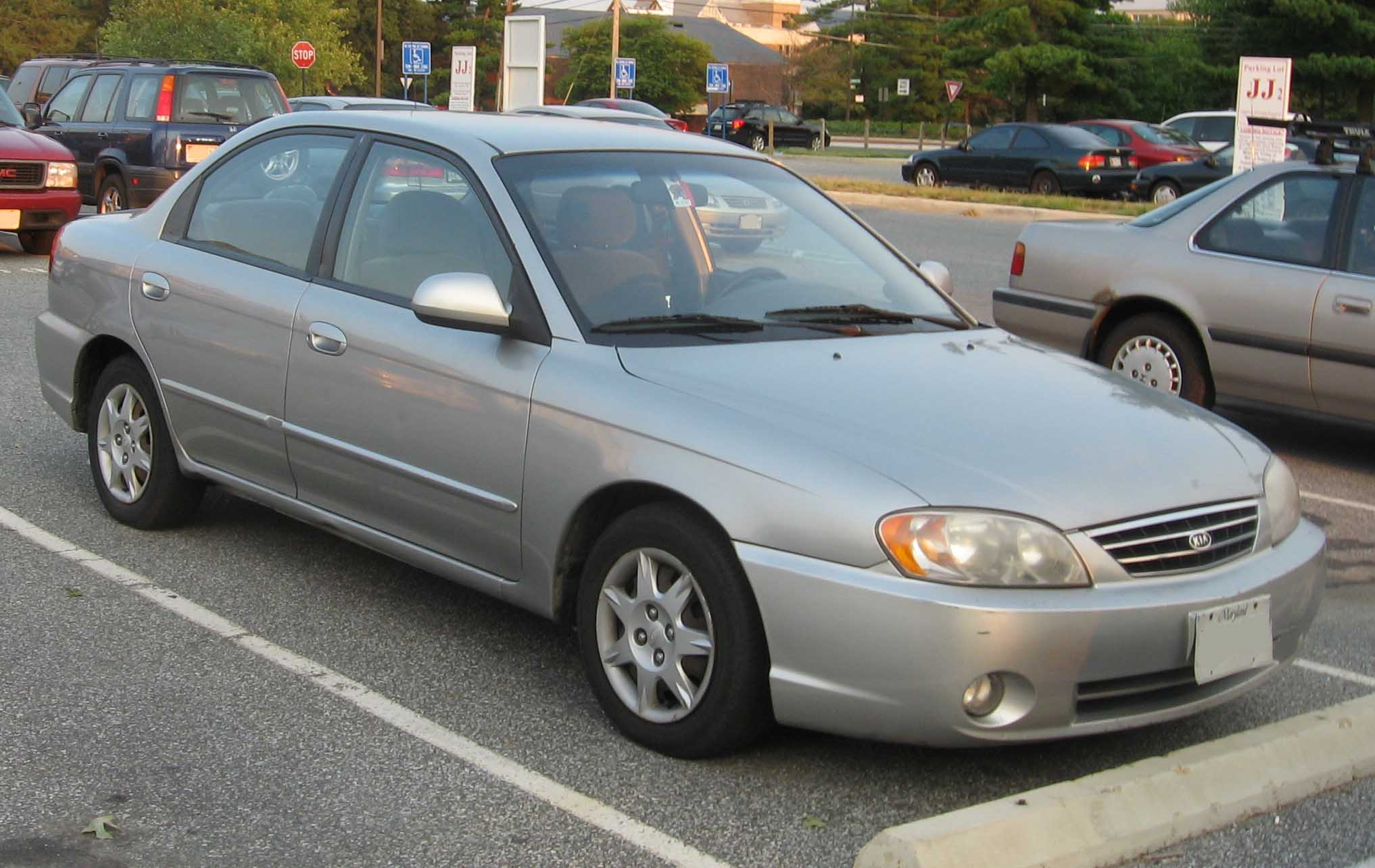
amerykańska Kia Spectra I

Kia Spectra I została zaprezentowana po raz pierwszy w 2000 roku.
Przeprowadzając gruntowną modernizację kompaktowego modelu Sephia, Kia zdecydowała się nadać mu nową nazwę dla podkreślenia obszernego zakresu zmian w wyglądzie. Po raz pierwszy Spectrą nazwano kilka miesięcy wcześniej północnoamerykańską wersję liftbacka Shuma, by po restylizacji całej gamy nadano ją także na innych rynkach odmianie sedan.
W stosunku do poprzednika, Kia Spectra I zyskała zupełnie nowy wygląd przedniej części nadwozia, który różnił się w zależności od rynku zbytu. W Korei Południowej, Europie czy Ameryce Południowej pojazd zdobił duży chromowany wlot powietrza nachodzący na lampy, z kolei po debiucie w Ameryce Północnej w 2001 roku zastosowano tam węższą atrapę chłodnicy i reflektory pozbawione wcięć.

### Sprzedaż
W Wielkiej Brytanii Kia Spectra pierwszej generacji zachowała nazwę modelu sprzed restylizacji, dalej pozostając w tamtejszej ofercie jako Kia Mentor. W Europie samochód po restylizacji włączono z kolei do oferty pięciodrzwiowej Shumy jako Kia Shuma Sedan.
Rok po zakończeniu produkcji pierwszej generacji Spectry, w 2005 roku rosyjskie przedsiębiorstwo IżAwto kupiło licencję na produkcję pojazdu we własnych zakładach w Iżewsku, wytwarzając ją w północnoamerykańskim wariancie stylistycznym aż do bankructwa w 2009 roku.

### Silniki
- L4 1.5l B5-DE
- L4 1.6l B6
- L4 1.8l T8D

## Druga generacja

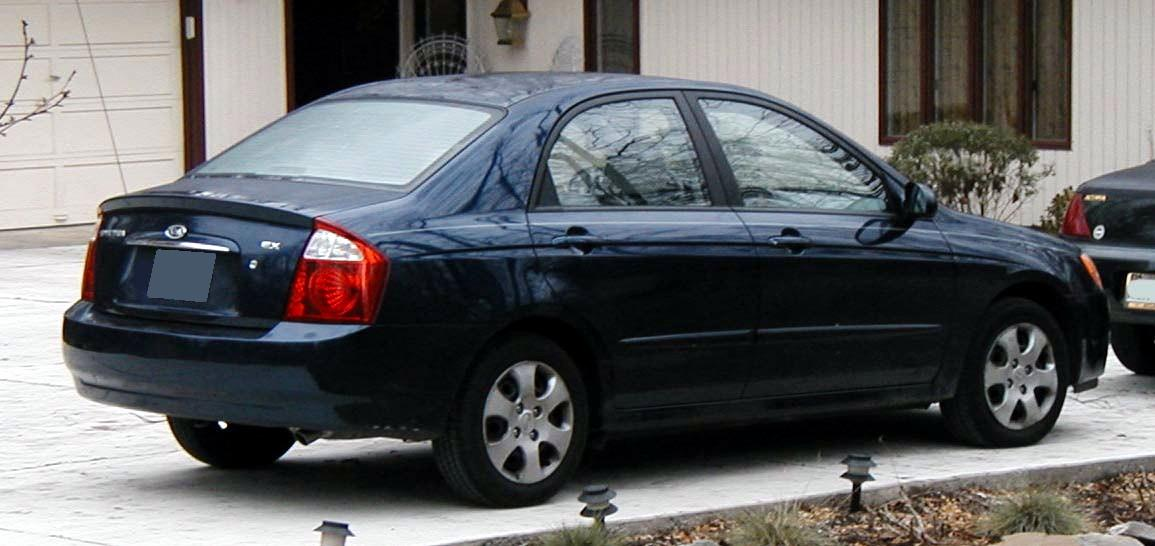
Kia Spectra II - tył

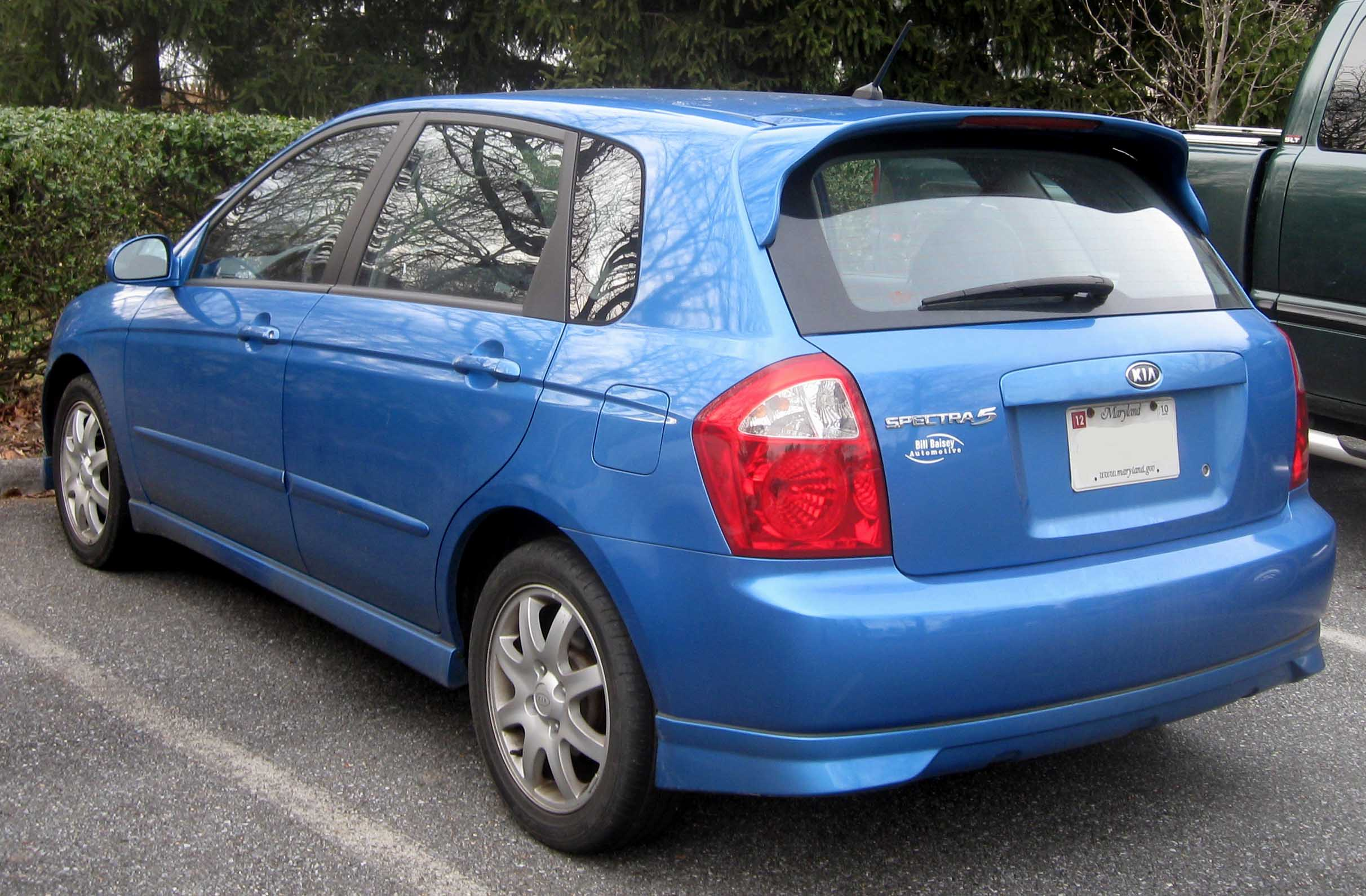
Kia Spectra5

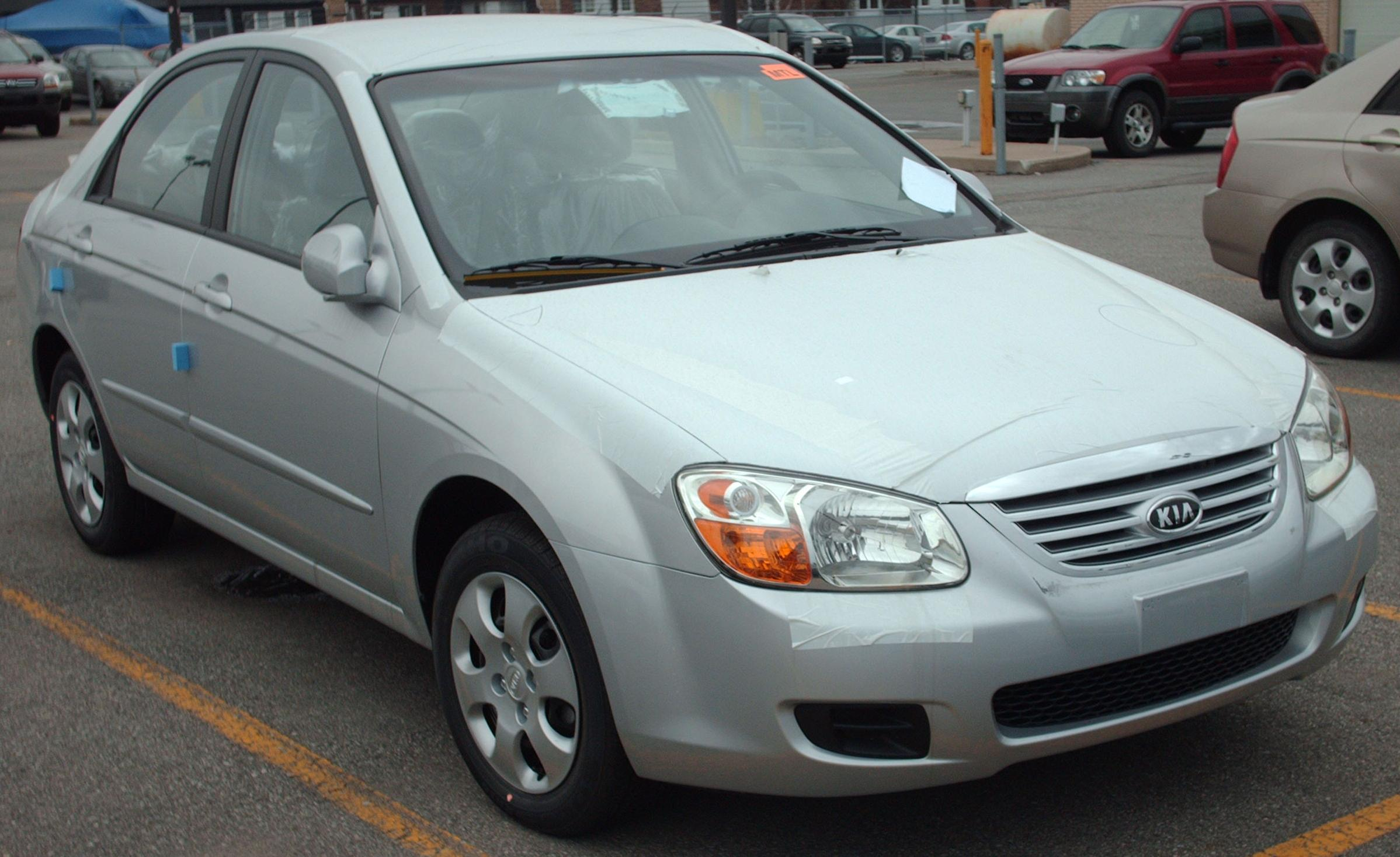
Kia Spectra II po liftingu

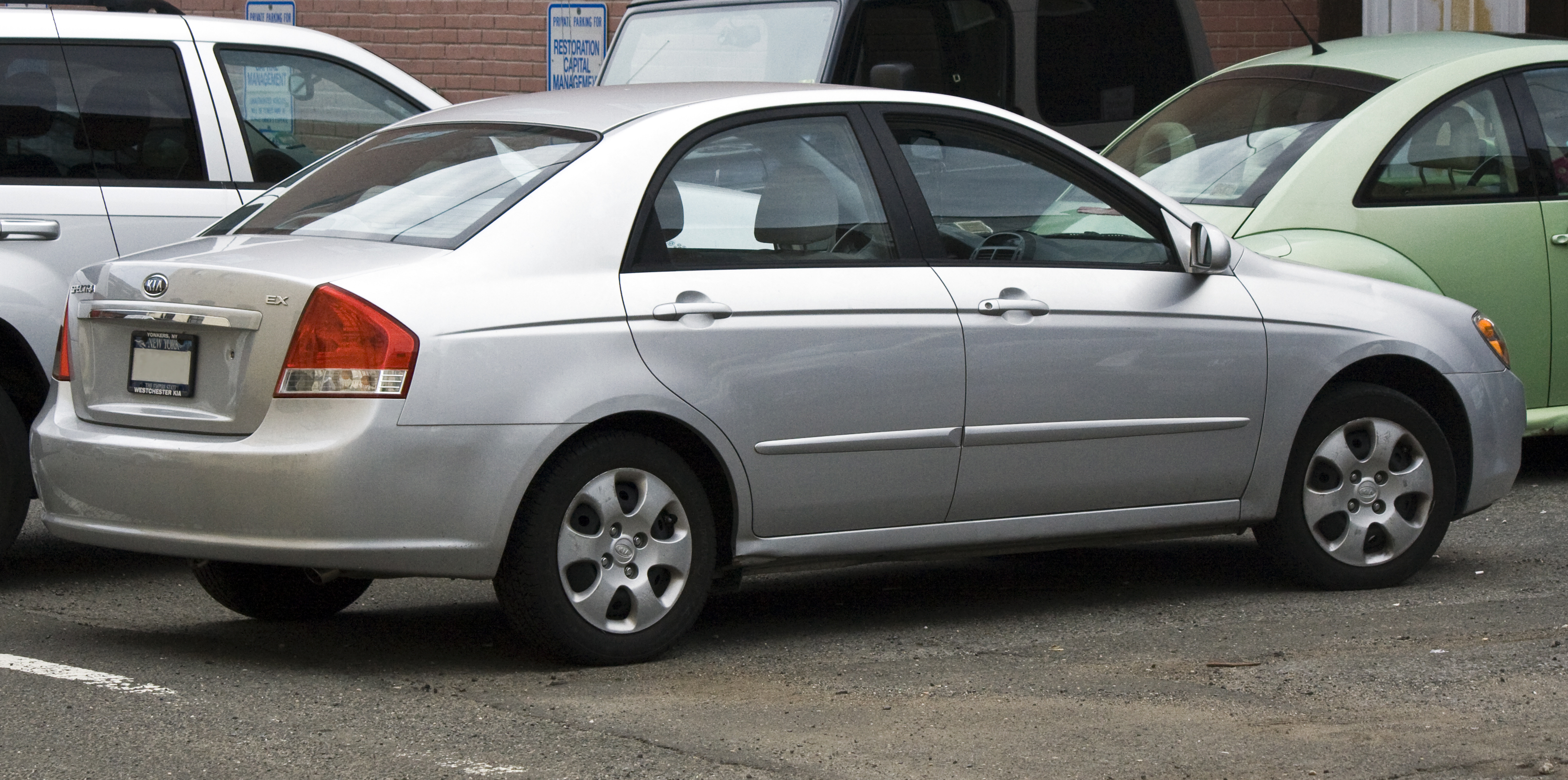
Kia Spectra II - tył po liftingu

Kia Spectra II została zaprezentowana po raz pierwszy w 2004 roku.
Po tym, jak zupełnie nowy kompaktowy model Kii otrzymał na globalnych rynkach nazwę Cerato, wobec takich państw Ameryki Północnej, jak Stany Zjednoczone, Meksyk czy Kanada, producent zdecydował się zachować dotychczasową nazwę Spectra. 
Kia Spectra drugiej generacji ponownie była oferowana w dwóch wariantach nadwoziowych, jednak tym razem oprócz 4-drzwiowego sedana ofertę utworzył nie 5-drzwiowy liftback, lecz wyraźnie krótszy hatchback o nazwie Kia Spectra5. W obu przypadkach, północnoamerykańska Kia Spectra odróżniała się od Cerato innym układem żarówek w tylnych lampach - wkłady kierunkowskazów i świateł cofania umieszczono w wyższej partii kloszy.

### Lifting
W 2006 roku Kia Spectra drugiej generacji przeszła obszerną restylizację nadwozia, która przyniosła węższą oraz większą atrapę chłodnicy, a także odświeżony wygląd zderzaków. Dodatkowo, odmiana sedan zyskała inny wygląd tylnej części nadwozia z mniejszymi, wyżej ściętymi lampami.

### Sprzedaż
Poza Ameryką Północną, samochód oferoway był na wszystkich pozostałych rynkach globalnych jak Europa, Australia czy Azja pod nazwą Kia Cerato.

### Silniki
- L4 1.6l G4ED
- L4 1.8l G4GB
- L4 2.0l G4GC
- L4 2.0l Diesel